# Leptocerus longicornis
Leptocerus longicornis är en nattsländeart som beskrevs av Yang och Morse 2000. Leptocerus longicornis ingår i släktet Leptocerus och familjen långhornssländor. Inga underarter finns listade i Catalogue of Life.